# Tinodes aonensis
Tinodes aonensis är en nattsländeart som beskrevs av Kobayashi 1984. Tinodes aonensis ingår i släktet Tinodes och familjen tunnelnattsländor. Inga underarter finns listade i Catalogue of Life.